# Moringa
Moringe
Genre
Classification APG III (2009)

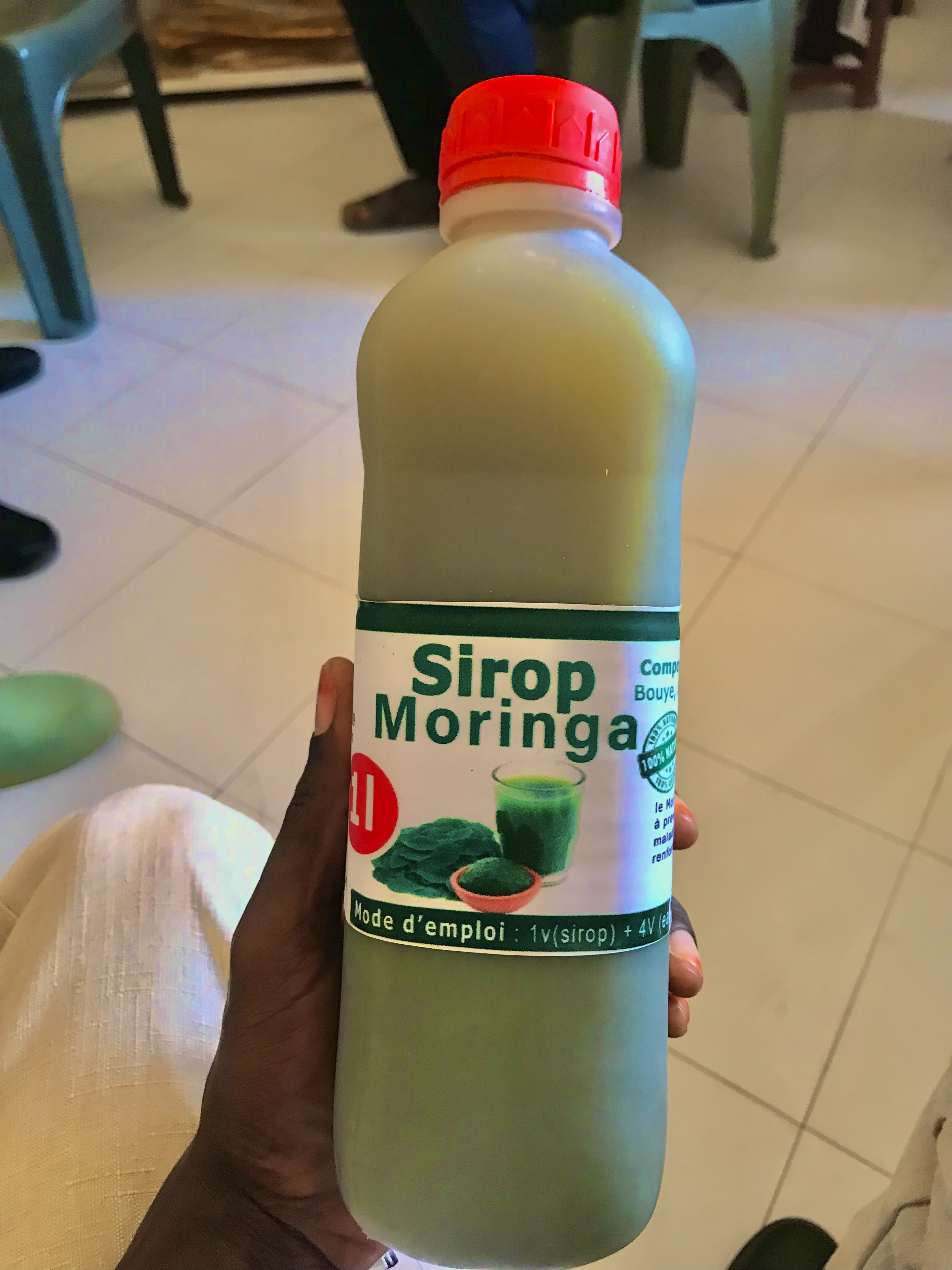
Sirop à base de moringa

Moringa (parfois moringe) est un genre de plantes de la famille des Moringaceae. C'est le seul genre de cette famille.
Il comprend 13 espèces d'arbres poussant sous climat tropical ou subtropical. 
L'espèce la plus populaire est Moringa oleifera, un arbre à usages multiples originaire d'Inde, cultivée sous les tropiques où il est souvent simplement appelé « Moringa » et auquel on attribue des qualités médicinales. L'espèce africaine Moringa stenopetala est aussi largement cultivée, quoique moins que Moringa oleifera.

## Étymologie et dénominations
Le nom générique Moringa viendrait du mot Tamoul,  « முருங்கை » ou « முருங்க » (mourungai ou mourunga).
Une étymologie venant du mot arabe « مرنج » mirnej, lui-même issu d'un mot sanskrit est également avancée.
Le nom botanique est cité dès 1578 par le naturaliste portugais Cristobal Acosta,.

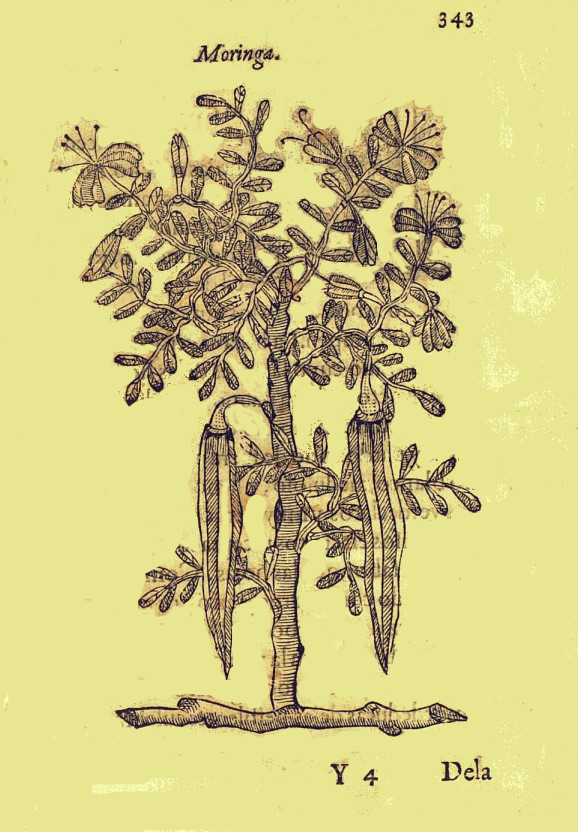
Moringa dessiné par Cristobal Acosta en 1578.

Dans le dictionnaire Littré on trouve la définition suivante : 

« Genre de plantes : le moringe ptérigosperme de Gaertner, qui était le moringe oléifère de Lamarck et la guilandine moringa de Linné ; le moringe aptère (Indes orientales) de Gaertner, nommé dans les officines been-album ou ben-album, c'est-à-dire been-blanc ou ben-blanc, mais qu'il ne faut pas confondre avec le behen blanc. »

En khmer, cet arbuste est appelé m'rum (orthographié ម្រុំ ou ម្រុម). Une plante très connue au Cambodge où les feuilles et fleurs sont accommodées dans les plats khmers tels que le kako (សម្លកកូរ) ou noum bâgn chhôk (នំបញ្ចុក). Durant les périodes de disette, certains connaisseurs ont pu mettre à profit leur expérience pour survivre grâce, entre autres, à cette plante, mais aussi aux liserons d'eau ou aux amarantes… (ផ្ទី).

## Les différentes espèces
- Moringa arborea Verdc.
- Moringa borziana Mattei
- Moringa concanensis Nimmo ex Dalzell & A.Gibson
- Moringa drouhardii Jum.
- Moringa hildebrandtii Engl.
- Moringa longituba Engl.
- Moringa oleifera Lam. (syn. : Moringa pterygosperma Gaertn.)
- Moringa ovalifolia Dinter & A.Berger
- Moringa peregrina (Forssk.) Fiori
- Moringa pygmaea Verdc.
- Moringa rivae Chiov.
- Moringa ruspoliana Engl.
- Moringa stenopetala (Baker f.) Cufod. (syn. Moringa streptocarpa Chiov.)

## Nutrition
Des analyses nutritionnelles ont montré que les feuilles de Moringa oleifera présentent un profil nutritionnel très équilibré et sont plus riches en vitamines, minéraux et protéines que la plupart des légumes. Beaucoup de programmes, réalisés avec le concours d'ONG comme Hellen Keller International (HKI) ou la National Cooperative Business Association (NCBA), anciennement Cooperative league of USA (CLUSA), sont en cours pour développer cette utilisation. Les feuilles de Moringa oleifera permettent de lutter contre la malnutrition et ses maladies associées (cécité, etc.).
Les feuilles de moringa contiendraient deux fois plus de protéines que le yaourt, 3 fois plus de potassium que la banane, 4 fois plus de calcium que le lait, 7 fois plus de vitamine C que les oranges et 4 fois plus de vitamine A que les carottes, et contiendraient les 8 acides aminés essentiels. C'est l'une des raisons pour laquelle certains intègrent la Moringa Olifeira parmi les super-aliments. Toutefois l'Organisation mondiale de la santé a refusé de reconnaître les feuilles de cette plante comme un complément nutritionnel légal par principe de précaution (manque d'analyses).

## Utilisations

### Alimentaires
- Dans la cuisine traditionnelle du Sahel, les feuilles séchées et broyées de certaines espèces sont utilisées en sauce pour relever les mets (par exemple le dambou au Niger).
- Les fruits (gousses) sont traditionnellement consommés en Inde et même exportés. En Inde, on achète facilement de la poudre de moringa, vendue bon marché comme une épice : on peut par exemple l'ajouter à un curry en fin de cuisson (réchauffer mais éviter de la cuire pour ne pas compromettre ses qualités nutritionnelles).
- Rapportées à La Réunion, par les engagés indiens au XIXe siècle, les brèdes (feuilles) mourongue sont cuisinées en bouillon et les bâtons (gousses tendres) mourongue sont débités et accommodés avec de la morue dans les caris.
- Au Cambodge, les jeunes feuilles et les fruits sont utilisés dans différentes soupes[7].

### Agricoles
- En agriculture biologique, le purin de feuilles de moringa est utilisé en pulvérisation comme fongicide et comme engrais.

### Médicales
- En médecine traditionnelle (en Asie du sud notamment), toutes les parties du Moringa oleifera (feuilles, racines, graines, écorce, fruits, fleurs et gousses immatures, mais surtout les feuilles) ont de très nombreuses applications[8]. Elles sont sources de protéines végétales, mais aussi de vitamines B1, B2, B3, B5, B6, B8, B9, A, C, E, de β-carotène, de minéraux (potassium, calcium, magnésium, fer, manganèse, sélénium), d'acides aminés dont les acides aminés essentiels (isoleucine, leucine, lysine, méthionine, phénylalanine, thréonine, tryptophane, valine, histidine) utiles contre la malnutrition. Elle contient des composés phénoliques, avec une « combinaison riche et rare de zéatine, quercétine, β-sitostérol, acide caféoylquinique et kaempférol »[8]. Il est réputé antidiabétique, vermifuge, bon pour la peau et le renforcement immunitaire et cognitif, l'entretien de la vue, l'amélioration de la digestion et du transit, Il est utilisé en Asie du sud notamment pour ses propriétés de « stimulant cardiaque et circulatoire, antitumorales, antipyrétiques, antiépileptiques, anti-inflammatoires, anti-ulcéreuses, antispasmodiques, diurétiques, antihypertenseurs, hypocholestérolémiants, antioxydantes,  antidiabétiques, hépatoprotectrices, antibactériennes (racines) et antifongiques (racines) »[8],[9]… 
Il semble aussi avoir des vertus de purification de l'eau[8].
Les racines contiennent entre autres un puissant antiseptique. Dans divers pays, la poudre de feuilles de moringa est commercialisée en sachets ou sous forme de gélules (phytothérapie) en pharmacies ou en magasins diététiques.
- Certaines précautions doivent être prises quant à sa consommation, un excès de consommation de moringa ayant pour effet des troubles digestifs (diarrhée ou nausées) ou brulures d'estomac[10].

### Autres utilisations
- Les graines permettent d'extraire environ 40 % d'huile. Cette huile a une composition proche de l'huile d'olive[11], notamment : 
  - 71 - 73 % d'acide oléique (oméga-9),
  - 1,2 - 1,5 % d'acide palmitoléique (oméga-7),
  - 6,8 - 9 % d'acide béhénique,
  - 4.5 – 5.5 % % acide palmitique
  - 5.4 – 5.7 % d'acide stéarique (acides gras saturés)[12].
- Elle peut être utilisée en alimentaire (huile d'une grande stabilité) et entre dans la fabrication de cosmétiques : savons, huiles sèches, crèmes, lotions capillaires[13]…

- Les graines de moringa peuvent être utilisées dans le traitement des eaux en remplacement du sulfate d'aluminium ou d'autres floculants[5].